# Найденко Василь Михайлович
Найденко Василь Михайлович ((24 листопада (7 грудня) 1915 , Кривий Ріг, Херсонська губернія  — 13 січня 1969 , Ленінград )) — радянський військовий льотчик-винищувач. Учасник чотирьох воєн, у кожній з яких домігся повітряних перемог. У початковий період Великої Вітчизняної війни — командир 126-го винищувального авіаційного полку 6-го винищувального авіаційного корпусу ППО. Герой Радянського Союзу (1943). Полковник авіації.

## Біографія
Народився 24 листопада (7 грудня) 1915 року в містечку Кривий Ріг в родині робітника. У дитинстві жив в місті П'ятихатки, куди перевели по роботі батька. Там закінчив школу і фабзавуч. З 1933 року навчався в Київському художньому інституті.
В Червону армію призваний у 1934 році. У 1936 році закінчив Одеську військову авіаційну школу пілотів.
У 1938 році брав участь у громадянській війні в Іспанії. Провів 27 повітряних боїв, особисто збив 3 і в групі 6 літаків противника.
У 1939 році воював на річці Халхін-Гол, був заступником командира ескадрильї 22-го винищувального авіаційного полку. Виконав 79 бойових вильотів, особисто збив 2 у групі 9 японських літаків.
У 1939-1940 роках брав участь у радянсько-фінській війні, будучи командиром ескадрильї 25-го винищувального авіаційного полку. Виконав 29 бойових вильотів, збив в групі 4 фінських літака. У 1941 році вступив у ВКП(б).
У Великій Вітчизняній війні з 22 червня 1941 року на посаді командира ескадрильї 126-го винищувального авіаційного полку, в серпні 1941 року (за іншими даними, 4 жовтня 1941 року) призначений командиром цього полку. Першу перемогу здобув в районі Орші 29 червня 1941 року. Брав участь у Білостоцько-Мінській битві, в Смоленській битві, в обороні Москви і в обороні Сталінграда. Полк під його командуванням став одним з кращих полків в РККА, його льотчики збили 75 німецьких літаків. Полк воював у складі 9-ї змішаної авіаційної дивізії ВПС Західного фронту, з жовтня 1941 — 6-го винищувального авіаційного корпусу ППО Московської зони ППО, з серпня 1942 — 268-ї винищувальної авіаційної дивізії 8-ї повітряної армії Сталінградського фронту. Сам командир полку В. М. Найденко виконав 186 бойових вильотів, брав участь у 120 повітряних боях, збив 5 німецьких літаків особисто і 13 в групі. Воював на винищувачах І-16, Міг-1, Міг-3, Р-40 «Томагаук» (з жовтня 1941 року).
За мужність і героїзм у Великій Вітчизняній війні указом Президії Верховної Ради СРСР від 21 квітня 1943 році майору В. М. Найденко присвоєно звання Героя Радянського Союзу. У повітряному бою 3 вересня 1942 року під Сталінградом, був важко поранений, викинувся з парашутом з палаючого винищувача, впав у Волгу. Був врятований матросами одного з катерів. Пізніше в госпіталі проведена ампутація ноги. Проте після лікування продовжив службу, хоча й був списаний з льотної роботи. З жовтня 1943 року служив заступником командира 318-ї винищувальної авіаційної дивізії 1-ї повітряної винищувальної армії ППО.
Беручи участь у чотирьох війнах щодо захисту інтересів Батьківщини, В. М. Найденко особисто збив 10 і в групі 32 літаків.
Служив і після війни, до виходу в запас у 1953 році.
Помер 13 січня 1969 року в Ленінграді. Похований на Ново-Волковському кладовищі.

## Нагороди
- Медаль «Золота Зірка» Героя Радянського Союзу (21.04.1943);
- орден Леніна (21.04.1943);
- три ордени Червоного Прапора (1.03.1938, 17.02.1939, 9.08.1941);
- Орден Червоної Зірки (15.11.1950);
- медаль «За бойові заслуги» (3.11.1944);
- медаль «За оборону Москви»;
- медаль «За перемогу над Німеччиною у Великій Вітчизняній війні 1941-1945 рр .. »;
- ювілейні медалі СРСР;
- Орден Червоного Прапора (Монголія).

## Пам'ять
- Ім'я на Стели Героїв в Кривому Розі.
- Іменем названа вулиця в Кривому Розі[2].